# De Scheppende Hand & Chaos
De Scheppende Hand & Chaos zijn twee artistiek kunstwerk in Amsterdam Nieuw-West.

## Tegeltableaus
Het zijn twee deels opengewerkte tableaus van betontegels van Raymond Both die geplaatst zijn op de noordelijke gevel van het Hervormd Lyceum West aan de Hemsterhuisstraat. Van het mozaïek uit 1962 is weinig bekend. Het gaat volgens Buitenkunst Amsterdam om: 
twee tegelvlakken met hand-, vogel-, boom- en aardmotieven in aardkleuren.
Both verwees ermee vermoedelijk naar bijbelse motieven, maar onbekend is welke.
In het gebouw (1960-1962) van architecten Frans den Tex (1897-1969) en Jan Hillebrants (1906-1973) bevindt zich nog een titelloos werk, wandkunst van Abram Stokhof de Jong.

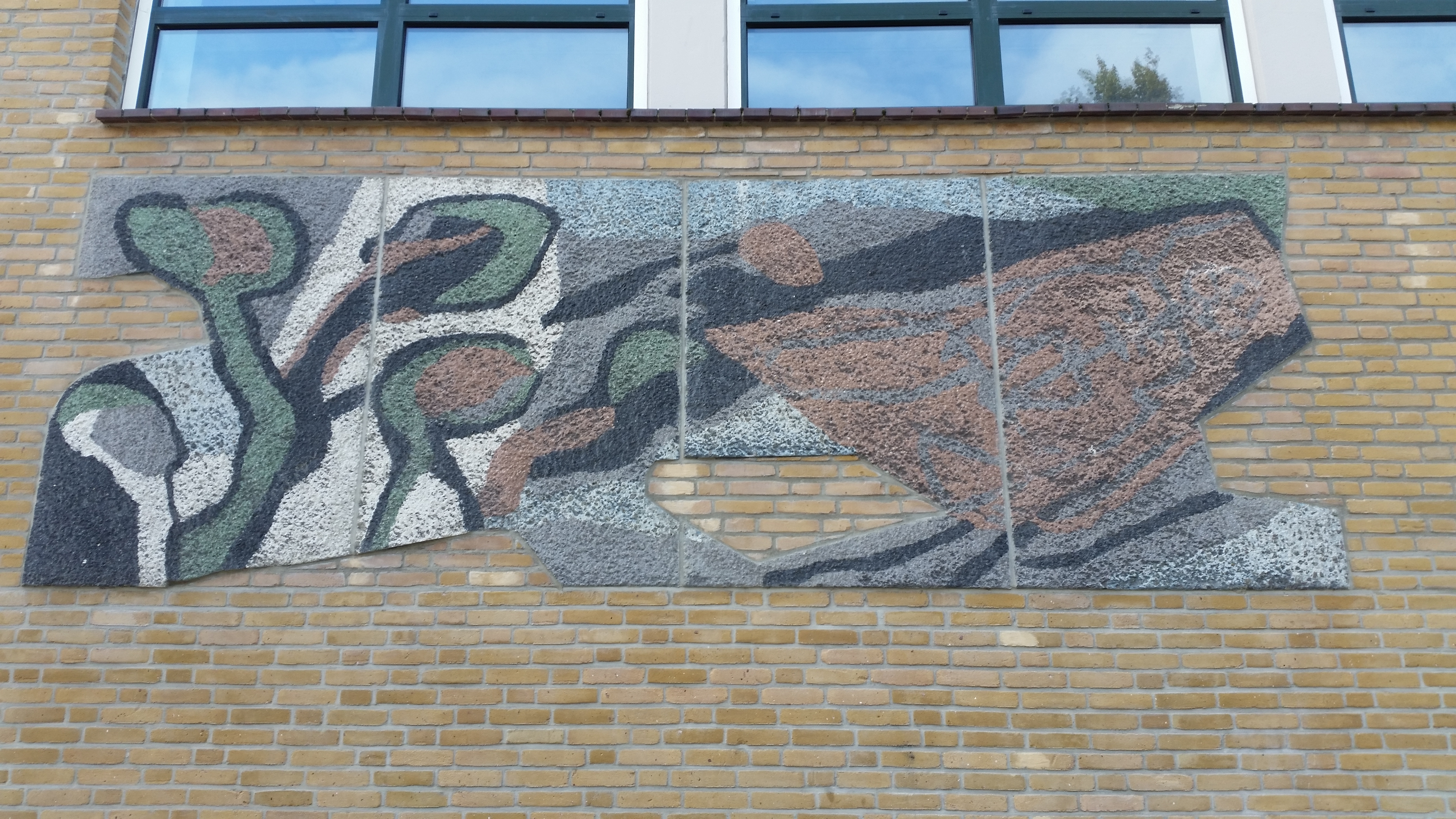
Chaos (augustus 2020)